# Under the Sheets
"Under the Sheets" é uma canção da artista musical inglesa Ellie Goulding contida em seu álbum de estreia Lights (2010). Foi composta e produzida por Starsmith com auxílio na escrita por Goulding. A faixa foi lançada como primeiro single do disco em 9 de novembro de 2009 através da Neon Gold Records.

## Faixas e formatos
| Extended play (EP) digital do Reino Unido |                                   |         |  |
| N.º                                       | Título                            | Duração |  |
| 1.                                        | "Under the Sheets"                | 3:46    |  |
| 2.                                        | "Fighter Plane"                   | 4:24    |  |
| 3.                                        | "Under the Sheets" (Jakwob Remix) | 5:36    |  |
| 4.                                        | "Under the Sheets" (Pariah Remix) | 4:50    |  |

| CD single da Alemanha |                                                   |         |  |
| N.º                   | Título                                            | Duração |  |
| 1.                    | "Under the Sheets"                                | 3:44    |  |
| 2.                    | "Guns and Horses" (ao vivo nos Metropolis Studio) | 3:48    |  |

## Desempenho nas tabelas musicais

### Posições
| Tabela musical (2009-10)         | Melhor posição |
| -------------------------------- | -------------- |
| Alemanha - Media Control Charts  | 91             |
| Bélgica - Ultratop 50 (Flandres) | 3              |
| Dinamarca - Tracklisten          | 2              |
| Reino Unido - UK Singles Chart   | 53             |

## Histórico de lançamento
| País        | Data                   | Formato         | Gravadora        |
| ----------- | ---------------------- | --------------- | ---------------- |
| Reino Unido | 9 de novembro de 2009  | Disco de vinil  | Neon Gold        |
| Reino Unido | 15 de novembro de 2009 | Polydor         | Download digital |
| Bélgica     | 15 de novembro de 2009 | Universal Music | Download digital |
| Alemanha    | 3 de setembro de 2009  | Universal Music | Download digital |
| Alemanha    | 17 de setembro de 2009 | Universal Music | CD single        |